# Заводне (Польща)
Заводне (пол. Zawodne) — село в Польщі, у гміні Пражмув Пясечинського повіту Мазовецького воєводства.
Населення — 193 особи (2011).
У 1975-1998 роках село належало до Варшавського воєводства.

## Демографія
Демографічна структура станом на 31 березня 2011 року:
|          | Загалом | Допрацездатний вік | Працездатний вік | Постпрацездатний вік |
| -------- | ------- | ------------------ | ---------------- | -------------------- |
| Чоловіки | 84      | 15                 | 59               | 10                   |
| Жінки    | 109     | 24                 | 62               | 23                   |
| Разом    | 193     | 39                 | 121              | 33                   |